# Карапинар
Карапинар (тур. Karapınar) је насељено место у округу Карамурсел у вилајету Коџаели, Турска. Према попису из 2020. било је 612 становника.
Карапинар настањују Бошњаци, чији су се преци доселили крајем 19. века из Травника, Требиња и Ливна у Босни и Херцеговини.